# الخطبة الإلهامية (الجماعة الأحمدية)
الخطبة الإلهامية هي خطبة ألقاها ميرزا غلام أحمد، مؤسس الحركة الأحمدية، في 11 نيسان 1900 بمناسبة عيد الأضحى. ركزت الخطبة التي استغرقت ساعة، والتي نسخها المولوي نور الدين والمولوي عبد الكريم بناءً على طلب أحمد، على فلسفة التضحية. تعتبر الخطبة بمثابة وحي إلهي للمسلمين الأحمديين.

## الخلفية
بعد صلاة العيد طُلب من الحكيم نور الدين والمولوي عبد الكريم، وهما اثنان من أصحاب أحمد، الجلوس بالقرب من أحمد وطلب منهما تسجيل الكلمة التي سيلقيانها باللغة العربية كلمة بكلمة. وبعد انتهاء خطبة العيد ألقى المولوي عبد الكريم ملخصًا للخطبة باللغة الأردية. وفي أثناء إلقاء الملخص قيل إن أحمد سجد ليظهر فجأة شعوره بالامتنان لله. وتبع ذلك اللقاء. رأى أحمد رؤيا وبعد السجدة أخبر قومه أنه قرأ للتو كلمة مبارك مكتوبة باللون السقلاتي.
وكتب أحمد فيما بعد:
كان الأمر أشبه بنبعٍ خفيّ يتدفق، ولم أكن أعلم إن كنت أنا من يتحدث أم أن ملاكًا يتحدث على لساني. كانت الجمل تُلفظ، وكل جملة كانت آية من الله لي.— ميرزا غلام أحمد، حقيقة الوحي

## المحتويات
يتكون الكتاب من جزأين. الجزء الأول هو الخطبة الفعلية والجزء الثاني الذي كتبه لاحقًا ميرزا غلام أحمد يناقش فلسفة التضحية ومجيء المسيح الموعود في ضوء القرآن والحديث.